# レイトン (潜水艦)
レイトン (USS Raton, SS/SSR/AGSS-270) は、アメリカ海軍の潜水艦。ガトー級潜水艦の一隻。艦名はスペイン語で「鼠」を意味し、尾の長いソコダラ科やエイ、群れで活動する小型のニベ科、灰色のソトイワシ科など、漠然と「鼠を連想する魚」の総称に因む。

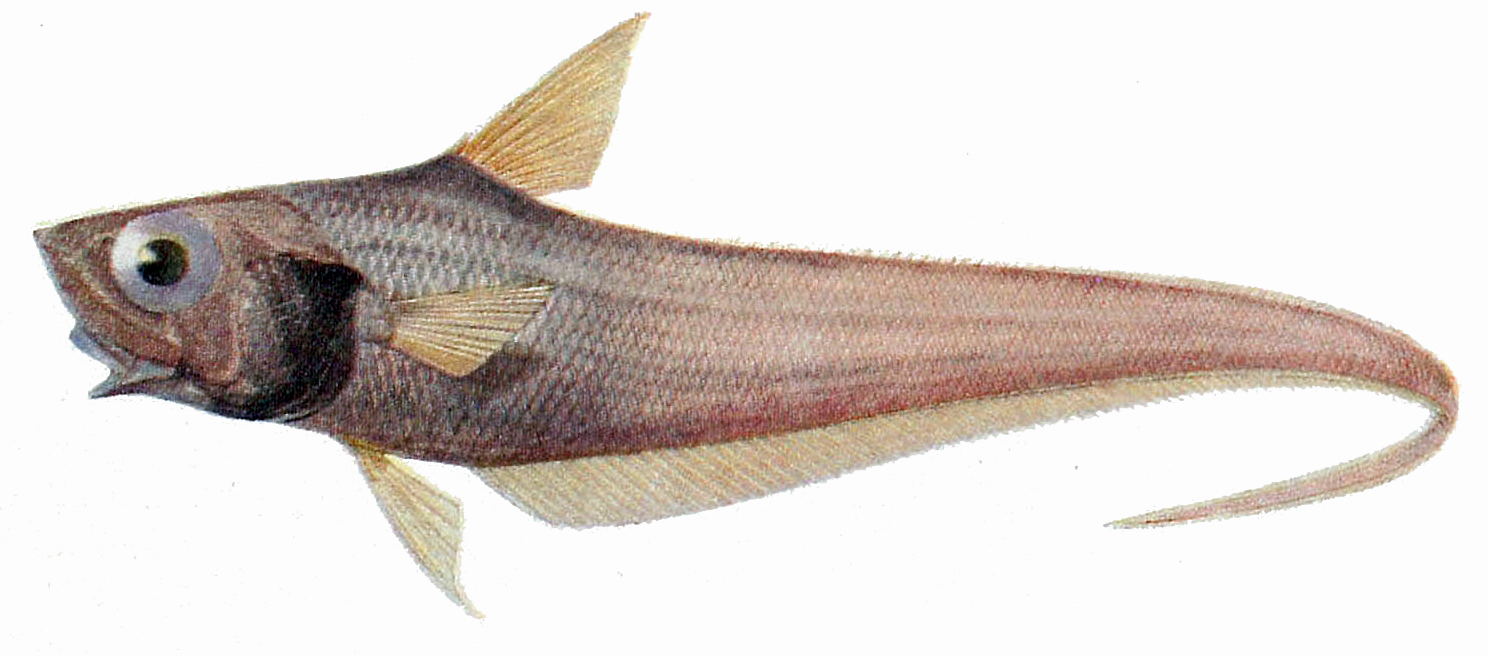
オナジネズミダラ（スペイン通称Raton）

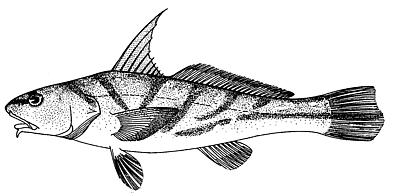
ノーザン・キングクローカー（メキシコ通称Berrugato raton）

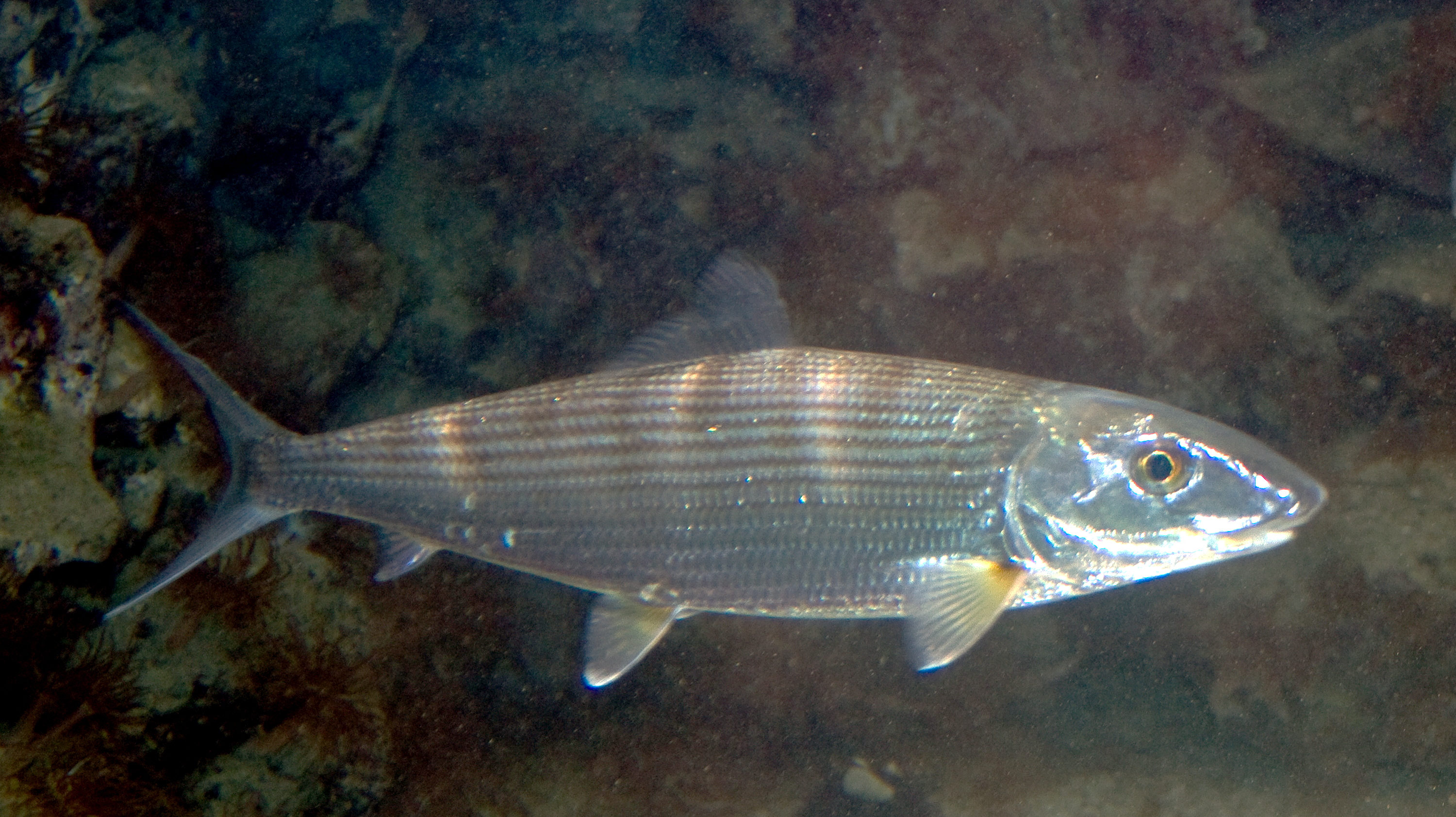
ボーンフィッシュ（プエルトリコ通称Raton）

## 艦歴
「レイトン」は1942年5月29日にウィスコンシン州マニトワックのマニトワック造船で起工する。1943年1月24日にC・C・ウェスト夫人によって進水し、艦長ジェームス・W・デイヴィス少佐（アナポリス1930年組）の指揮下7月13日に就役する。ミシガン湖とパナマ運河地帯のココ・ソロで訓練を行った後、9月19日に南西太平洋に向けて出航し、10月16日にオーストラリアのブリスベンに到着し、第7艦隊（アーサー・S・カーペンダー少将）の潜水艦部隊に合流した。

### 第1の哨戒 1943年11月 - 12月
11月13日、「レイトン」は最初の哨戒でビスマルク諸島、ソロモン諸島およびニューギニア方面に向かった。11月20日にツラギ島に寄港。11月26日午後、北緯00度40分 東経148度20分 / 北緯0.667度 東経148.333度のムッソウ島の西側の航行中に、2隻の輸送船を中心に2隻の駆逐艦と思しき艦艇と二式水上戦闘機の護衛がついた輸送船団を発見した。「レイトン」は船団を追跡し、その夜に魚雷を5本発射し、特設運送船（給兵）「尾上丸」（日本郵船、6,667トン）に魚雷を命中させてこれを撃沈した。しかし、護衛艦の反撃に遭い別の輸送船に4度も接近して攻撃しようとしたが、ついに成功しなかった。11月28日、北緯01度45分 東経141度52分 / 北緯1.750度 東経141.867度のニューギニアのアイダペ北方500キロ地点でパラオからラバウルに向かうオ306船団を発見し、魚雷を6本発射。10時9分、魚雷は陸軍輸送船「百合丸」（大阪商船、6,787トン）に3本が命中して轟沈させ、これとほぼ同じ時刻に陸軍輸送船「北光丸」（山下汽船、4,928トン）の船尾に魚雷を命中させて撃沈した。3隻目の陸軍輸送船「ころんびあ丸」（三菱汽船、5,617トン）にも魚雷が向かったが回避された。「レイトン」はオ306船団になおも食いつき、魚雷を三度にわたって4本ずつ、計12本発射したが、すべて回避された。護衛艦の激しい爆雷攻撃を受けた「レイトン」は深深度潜航で退避したのち、夜になって再び船団を追撃した。しかし、この時点で残された魚雷は僅かであったので支援を求め、近くにいた「ガトー (USS Gato, SS-212) 」がこれに応じ、攻撃に加わった。しかし、依然として護衛艦の警戒が厳しかったので、「レイトン」は護衛艦を引きつける役を自ら引き受け、「第39号駆潜艇」と浮上砲戦を交わした。「レイトン」が護衛艦を誘き出したことによって、「ガトー」は隙を突いて11月30日に「ころんびあ丸」を撃沈することができた。12月6日、24日間の行動を終えてミルン湾に帰投。潜水母艦「フルトン (USS Fulton, AS-11) 」による修理を受けた。

### 第2、第3の哨戒 1943年12月 - 1944年4月
12月11日、「レイトン」は2回目の哨戒でハルマヘラ島、ミンダナオ島およびセレベス海方面に向かった。12月24日未明、北緯02度45分 東経127度41分 / 北緯2.750度 東経127.683度のハルマヘラ島北端カオ湾で2隻の護衛艦を配する目標を探知し、魚雷を6本発射。次いで艦尾発射管からも魚雷を4本発射する。魚雷は海軍徴傭船「へいわ丸」（三井船舶、5,579トン）に命中し大破させ、航行不能となった「へいわ丸」はハルマヘラ島の海岸に座礁して放棄された。1944年1月2日明け方、パラオ航路に進出した「レイトン」は、北緯08度18分 東経129度59分 / 北緯8.300度 東経129.983度の地点で吹雪型駆逐艦と思しき護衛艦のついた2隻のタンカーを発見。浮上しての追跡の上、魚雷を6本発射して3本がタンカーに命中するのが見えた。しかし、護衛艦の反撃が効果的で2度目の攻撃はできなかった。この攻撃で、特設運送船（給油）「あけぼの丸」（石原汽船、10,121トン）を撃破した。
1月8日には北緯01度10分 東経121度45分 / 北緯1.167度 東経121.750度の地点で小型輸送船を発見し、魚雷を4本発射したが命中せず、爆雷攻撃にあって退散した。「レイトン」は1月19日に哨戒海域を後にした。1月25日、45日間の行動を終えてフリーマントルに帰投。潜水母艦「ペリアス (USS Pelias, AS-14) 」による修理を受けた。
2月18日、「レイトン」は3回目の哨戒でジャワ海、カリマタ海峡および南シナ海に向かった。2月25日午後、「ラッシャー (USS Rasher, SS-269) 」と会合し、直後に2隻の輸送船の接近を察知したが、位置関係から「ラッシャー」に攻撃を委ね、「ラッシャー」は輸送船「丹後丸」（拿捕船、6,200トン）と陸軍輸送船「隆西丸」（中村汽船、4,805トン）を撃沈した。この哨戒では、魚雷を発射する機会はなかった。4月14日、45日間の行動を終えてフリーマントルに帰投した。

### 第4の哨戒 1944年5月 - 6月
5月10日、「レイトン」は4回目の哨戒でジャワ海と南シナ海に向かった。5月23日、北緯00度25分 東経107度34分 / 北緯0.417度 東経107.567度のタンベラン諸島の北方で2隻の1,000トンから1,500トン級の海上トラックを発見し、浮上砲戦で撃沈した。日付が5月24日に変わったちょうどその時、北緯01度15分 東経108度03分 / 北緯1.250度 東経108.050度の地点でヒ63船団を探知する。北緯01度17分 東経107度50分 / 北緯1.283度 東経107.833度の地点にいたったところで艦尾発射管から魚雷を4本発射し、間を置いてさらに艦首発射管から魚雷を6本、艦尾発射管から魚雷を4本発射。目標は輸送船に設定してあったが、魚雷は最初に発射したものがヒ63船団の旗艦であった海防艦「壱岐」の艦尾に1本、もう1本は艦橋下部に命中。「壱岐」は艦体を3つに分断されて沈没し、第一護衛船団司令官・伊集院松治少将も戦死した。僚艦の「松輪」が反撃に出たものの、被害はなかった。5月27日には北緯07度32分 東経108度13分 / 北緯7.533度 東経108.217度の地点で呂号潜水艦と思しき艦船を発見し、魚雷を4本発射。しかし命中せず取り逃がした。翌5月28日にも北緯10度18分 東経109度55分 / 北緯10.300度 東経109.917度の地点で前日のものと同じ潜水艦を発見して魚雷発射のポジションを探るが、そもそも攻撃するには絶好とはいえないポジションだったため、ついに発射の機会を得られなかった。5月31日夜には病院船「吉野丸」（日本郵船、8,990トン）を発見。6月6日午後、「レイトン」は北緯08度25分 東経108度40分 / 北緯8.417度 東経108.667度の地点でホ02船団からの煙を発見し、差を詰めていく。22時過ぎ、月夜の下で船団をはっきりと確認できた「レイトン」は北緯08度57分 東経109度17分 / 北緯8.950度 東経109.283度の地点にいたり魚雷を3本発射する。魚雷は「第15号海防艦」に向かい、「第15号海防艦」は12センチ高角砲で応戦したものの、そのうち1本が右舷兵員室に命中し沈没した。「レイトン」は首尾よく退散しようとしたが、他の海防艦が激しい爆雷攻撃を行い57発もの爆雷を投下。このうち5発が有効打となり、ソナーが損傷を受けたが致命的な損傷は受けなかったので修理で済ませた。6月13日には、南緯04度12分 東経109度46分 / 南緯4.200度 東経109.767度の地点で中国風ジャンクを発見し、中国人11名を捕虜にしてジャンクを撃沈。4日後の6月17日にも南緯05度48分 東経113度51分 / 南緯5.800度 東経113.850度の地点で2,000トンから2,500トン級と思しき輸送船を発見し、残っていた魚雷を3本発射して1本を命中させて木製の輸送船を始末した後、9名の捕虜を収容した。6月23日、46日間の行動を終えてフリーマントルに帰投。潜水母艦「オリオン (USS Orion, AS-18) 」による修理を受けた。また、艦長がモーリス・W・シェア少佐（アナポリス1937年組）に代わった。

### 第5、第6の哨戒 1944年7月 - 12月
7月18日、「レイトン」は5回目の哨戒で南シナ海およびルソン島方面に向かった。8月4日、北緯16度01分 東経119度43分 / 北緯16.017度 東経119.717度のダソル沖で、ミ11船団に加入中の7月31日に攻撃を受けて損傷し、ダソルに避難していたタンカー「第一小倉丸」（日本油槽船、7,270トン）を発見して魚雷を4本発射し、1本が命中したように感じられたものの、空からの反撃を立て続けに受けたため最終的な成果は確認できなかった。8月7日朝には北緯16度27分 東経117度18分 / 北緯16.450度 東経117.300度の地点でミ13船団を発見し、魚雷を3本ずつ計6本発射したが目立った成果はなかった。9月10日、55日間の行動を終えてフリーマントルに帰投した。

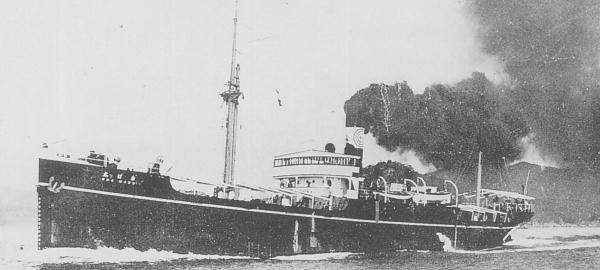
特務艦「鞍埼」（「おは丸」時代。1928年）

10月6日、「レイトン」は6回目の哨戒で南シナ海に向かった。10月18日夜、北緯14度44分 東経118度49分 / 北緯14.733度 東経118.817度の地点で浮上してみると、マニラから退避する輸送船団の真っ只中にいた。「ブルーギル (USS Bluegill, SS-242) 」を呼び出して攻撃に加わらせるとともに、「レイトン」は艦首と艦尾の両方の魚雷発射管を使って攻撃することとした。日付が10月19日に変わってからも魚雷を4本と6本発射。一連の攻撃で、陸軍輸送船「白根山丸」（三井船舶、4,739トン）と輸送船「台海丸」（明治海運、3,812トン）を撃沈した。その後、「レイトン」は台風に遭遇し、また魚雷も不足したのでミオス・ウンディ島の泊地に一旦戻ることとした。10月27日に燃料と魚雷を補給した「レイトン」はミオス・ウンディ島を離れ、哨戒を再開した。11月4日、北緯15度55分 東経119度44分 / 北緯15.917度 東経119.733度のダソル沖でタマ31号船団を発見し、特設運送船「香久丸」（大阪商船、6,806トン）に対して魚雷を6本発射するが、命中しなかった。「香久丸」は間もなく、「ブリーム (USS Bream, SS-243) 」「ギターロ (USS Guitarro, SS-363) 」および「レイ (USS Ray, SS-271) 」の攻撃で沈没して戦果は三等分された。2日後の11月6日にはサンタクルーズ沖で、重巡洋艦「熊野」および「青葉」の2隻を含むマタ31船団を発見し、「ギターロ」「ブリーム」の攻撃のものと思しき魚雷命中音と爆雷攻撃の音を聞きつつ魚雷を6本発射。魚雷は「熊野」に2本か3本が命中したと判断される。しかし、「熊野」の様子にはあまり変化は見られなかった。11月14日午後、「レイトン」は3隻の輸送船を発見し、相前後して「レイ」および「バットフィッシュ (USS Batfish, SS-310) 」からの接触報告に基づいて目標に接近していく。夜に入り、「レイトン」は北緯17度48分 東経117度57分 / 北緯17.800度 東経117.950度の地点で「レイ」とともに目指すマタ32船団を発見し、まず「レイ」が「第7号海防艦」を撃沈。次いで「レイトン」が魚雷を4本発射して輸送船「第五雲海丸」（中村汽船、2,841トン）に魚雷3本を命中させて撃沈した。日付が11月15日になった直後の0時25分には、北緯17度27分 東経117度43分 / 北緯17.450度 東経117.717度の地点で魚雷を4本発射し、特務艦「鞍埼」に2本命中させて撃沈した。その後、「レイトン」は「レイ」とともに残った獲物がないか捜索したが、結局何も見つからなかった。「レイトン」は魚雷を4本残してアメリカ本国に向かった。12月1日、55日間の行動を終えて真珠湾に帰投。サンフランシスコ海軍造船所およびメア・アイランド海軍造船所に回航されてオーバーホールに入った。1945年3月13日、オーバーホールが終わった「レイトン」は真珠湾に向かった。

### 第7、第8の哨戒 1945年4月 - 7月
4月20日、「レイトン」は7回目の哨戒で黄海に向かった。この頃には日本の艦船はほとんど撃沈されたか燃料不足などでほとんど逼塞していたが、いるところにはいた。5月2日午後、北緯37度24分 東経123度50分 / 北緯37.400度 東経123.833度の地点で護衛艦をつけたタンカー「東隆丸」（三光汽船、1,992トン）を発見。護衛艦の砲撃をかわしながら魚雷を4本発射し、東隆丸に3本命中させて撃沈。5月12日には北緯37度25分 東経124度00分 / 北緯37.417度 東経124.000度の地点で輸送船「歴山丸」（辰馬汽船、1,311トン）を発見、魚雷を4本発射して1本を命中させて撃沈する。同じ日の昼ごろには小型輸送船を発見して魚雷を3本発射するが命中せず、5月13日夜にも北緯37度25分 東経124度00分 / 北緯37.417度 東経124.000度の地点で輸送船を発見して魚雷を4本発射したが、こちらも命中しなかった。5月16日には北緯37度39分 東経124度11分 / 北緯37.650度 東経124.183度の地点で2隻の輸送船を発見して魚雷を3本発射し、そのうちの1隻である輸送船「永寿丸」（木原商船、2,456トン）に2本命中させてこれを撃沈した。5月18日、「レイトン」は北緯37度26分 東経125度11分 / 北緯37.433度 東経125.183度の地点で輸送船を発見して魚雷を4本発射したが、命中しなかった。5月25日、47日間の行動を終えてグアム島アプラ港に帰投。潜水母艦「プロテウス (USS Proteus, AS-19) 」による修理を受けた。艦長がガイ・F・ガリオタ少佐（アナポリス1938年組）に代わった。
6月22日、「レイトン」は8回目の哨戒で香港沖に向かった。香港沖では主に洋上に不時着した攻撃機などに対する支援活動に従事したが、担当海域に不時着した航空機は皆無だった。また、日本の艦船との遭遇はついになかった。7月23日、32日間の行動を終えてスービック湾に帰投した。次回哨戒の準備中に終戦を迎え、8月31日にスービック湾を後にしてアメリカ本国に向かい、9月中旬にサンフランシスコに到着した。
「レイトン」は第二次世界大戦の戦功で6個の従軍星章を受章した。

### 戦後・レーダー哨戒潜水艦

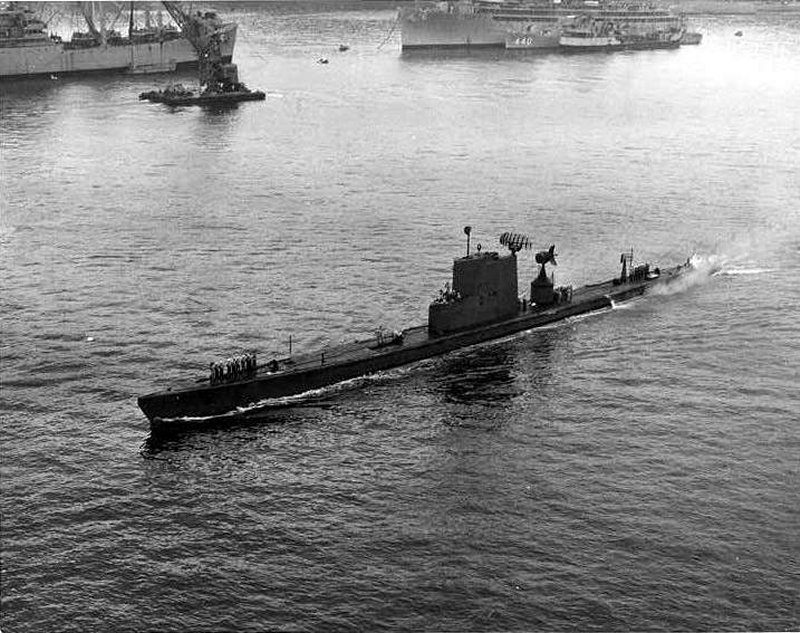
レーダー哨戒潜水艦としてのレイトン

メア・アイランド海軍造船所でのオーバーホール後、「レイトン」はパナマ運河を通過し1946年3月12日にコネチカット州ニューロンドンに到着した。第2艦隊に配属され、続く2年半を北大西洋及びカリブ海での訓練演習に費やし、冷戦下の西側の防衛体制に貢献した。その後、1948年の秋に予備役となった「レイトン」は1949年3月11日にニューロンドンで退役した。
1952年7月までニューロンドンの大西洋予備役艦隊で保管された後、フィラデルフィア海軍工廠へ曳航されレーダー哨戒潜水艦への改修が行われる。「レイトン」は1952年7月18日に SSR-270 へ艦種変更され、1953年9月21日にJ・K・ウィルズ少佐の指揮下再就役した。12月8日にフィラデルフィアを出航し、ノーフォーク海域で数か月間の訓練を行う。その後太平洋への展開を命じられ、1954年3月7日にパナマ運河経由でサンディエゴに到着した。翌1955年はサンディエゴ近辺での活動に費やし、1955年5月11日に6ヶ月間の西太平洋配備に入る。1955年11月6日にサンディエゴに帰還し、太平洋岸での訓練を行った後、5月13日から1957年11月8日まで2度目の第7艦隊での任務に従事する。1958年1月7日から11月24日までメア・アイランド海軍造船所でオーバーホールを受け、作業完了後訓練を行い、1959年3月前半から11月中旬まで第7艦隊で活動し、SEATOとの作戦活動や海上自衛隊との演習に参加した。

### 実験潜水艦
1960年初めに「レイトン」は沿岸での作戦活動に従事し、新型ソナーの評価試験、水中破壊工作部隊の訓練を行った。1960年7月1日に AGSS-270 （実験潜水艦）へ艦種変更された。変更後の1961年1月から4月までメア・アイランド海軍造船所で大規模オーバーホールが行われ、作業が完了すると1961年7月3日に4度目の第7艦隊配備に入る。12月19日にサンディエゴに帰還した。翌1962年は西海岸での艦隊訓練に従事し、航空、水上および潜水艦部隊を支援した。「レイトン」の戦後5回目の西太平洋配備は1963年1月から6月まで行われ、アメリカ軍とSEATOとの2度の大規模合同対潜水艦戦演習に参加している。1963年11月から1964年3月初めまでオーバーホールを行い、その後7月6日から12月23日まで再び極東に配備される。「レイトン」は相互防衛援助プログラムの下、タイ、フィリピン、中華民国の海軍と協力して活動した。1965年と1966年前半は沿岸での活動を行い、4月半ばに再び第7艦隊に所属して活動する。この間にSEATOとの合同演習「Sea Imp」に参加した。1966年10月17日にサンディエゴに帰還した。
1967年はサンディエゴ沿岸での活動、予備役兵の訓練及び半年ごとのオーバーホールで費やされた。1968年5月20日、21日に「レイトン」は小型航洋タグボートによる沈没潜水艦からの救助訓練の試験艦任務に従事した。「レイトン」の最後の西太平洋配備は1968年7月15日に始まり、8月7日に横浜へ到着する。この間に第7艦隊とSEATOへの訓練任務に従事する。1968年12月20日にサンディエゴに帰還し、1969年6月28日にメア・アイランド海軍造船所で退役、除籍された。装備が取り外された船体は太平洋艦隊の砲撃訓練の標的艦に指定された。1973年12月10日にスクラップとして売却された。